# Ol'ga Borodina
Olga Borodina (in russo Ольга Владимировна Бородина?, Ol'ga Vladimirovna Borodina; Leningrado, 29 luglio 1963) è un mezzosoprano russo.

## Biografia
Il 17 dicembre 1991 è Marina in Boris Godunov diretta da Myung-whun Chung con Paata Burchuladze all'Opéra National de Paris. Nel maggio del 1992 è la protagonista in Salammbô diretta da Valerij Gergiev con Giorgio Surian in concerto al Teatro Verdi di Firenze+ e in giugno Dalila in Samson et Dalila con Plácido Domingo al Royal Opera House, Covent Garden di Londra.
Nel 1993 è Marina in Boris Godunov con Florindo Andreolli, Ruggero Raimondi e Lucio Gallo al Teatro Comunale di Firenze, tiene un recital Teatro alla Scala di Milano e a Londra Marguerite ne La damnation de Faust con Colin Davis, Jerry Hadley e Samuel Ramey.
Nel 1994 a Londra è Angelina ne La Cenerentola diretta da Bruno Campanella con Simone Alaimo e nel 1995 Cenerentola nel debutto al San Francisco Opera con Carlo Rizzi (direttore d'orchestra), Alaimo e Lucio Gallo.
Nel 1996 tiene un recital alla Scala ed al Grand Théâtre di Ginevra e debutta il ruolo della protagonista di Carmen diretta da Donald Runnicles con José Cura a San Francisco.
Nel 1997 debutta al Festival di Salisburgo come Marina in Boris Godunov diretta da Gergiev con Sergej Larin e nella trasferta del Metropolitan Opera di New York alla Suntory Hall di Tokyo come Marguerite ne La damnation de Faust diretta da James Levine seguita da Marina in Boris Godunov diretta da Gergiev con Ramey, Paul Plishka, Larin e Matthew Polenzani al Metropolitan Opera House. Nel 1998 tiene un recital a Salisburgo ed al Met è Dalila in Samson et Dalila diretta da Levine con Domingo nella serata d'apertura della stagione seguita da Amneris in Aida diretta da Domingo con Maria Guleghina e Robert Lloyd.
Nel 1999 a Salisburgo è Marfa in Chovanščina diretta da Gergiev nella trasferta del Teatro Mariinskij e La Principessa Eboli in Don Carlo diretta da Lorin Maazel con i Wiener Philharmoniker, Ferruccio Furlanetto, Larin, Gemma Bertagnolli e Desirée Rancatore, al Metropolitan Paulina/Daphnis ne La dama di picche diretta da Gergiev con Domingo, Elisabeth Söderström, Dmitri Hvorostovsky e Polenzani, Shéhérazade di Maurice Ravel e La Mort de Cléopâtre di Hector Berlioz diretta da Levine ed a Parigi la Principessa Eboli in Don Carlo diretta da James Conlon con Ferruccio Furlanetto, Larin e Lloyd.
Nel 2000 alla Scala è Principessa di Bouillon nella prima di Adriana Lecouvreur con Daniela Dessì e Larin trasmessa da Rai 5, a Parigi Carmen diretta da Neeme Järvi con Gösta Winbergh, a Londra è Marfa in Chovanščina diretta da Gergiev nella trasferta del Mariinsky Theatre, a San Francisco Ljubaša ne La fidanzata dello zar diretta da Järvi con Hvorostovsky ed Anna Netrebko e al Met Carmen con Roberto Alagna.
Nel 2001 per il Met canta il Requiem di Verdi diretta da Levine con Renée Fleming e Marcello Giordani alla Carnegie Hall e diretta da Levine con la Fleming e Ramón Vargas nella trasferta di Tokyo, a Londra il Requiem di Verdi e la Principessa Eboli in Don Carlo diretta da Gergiev nella trasferta del Teatro Mariinskij e a San Francisco Dalila in Samson et Dalila con Larin. Nel 2002 per la Scala è Dalila nella prima di Samson et Dalila con Domingo e Bonaldo Giaiotti al Teatro degli Arcimboldi ripresa da Rai 1, tiene un recital a Salisburgo e viene insignita Artista del popolo della Federazione Russa.
Nel 2003 debutta all'Opera di Chicago come Dalila in Samson et Dalila con Cura che canta anche a Salisburgo diretta da Gergiev con Domingo ed Orlin Anastasov e l'Orchestra del Mariinskij ed a Londra è Marina Mniszek in Boris Godunov diretta da Semën Byčkov con John Tomlinson e Larin.
Nel 2004 per il Met è Isabella ne L'italiana in Algeri diretta da Levine con Juan Diego Flórez, Ferruccio Furlanetto e Ljubov' Petrova e canta Kennst du das Land di Hugo Wolf diretta da Levine alla Carnegie Hall. Nel 2005 a San Francisco è Isabella in Italiana in Algeri diretta da Runnicles ed al Met è Angelina ne La Cenerentola con Simone Alaimo.
Ancora al Met nel 2006 è Laura ne La Gioconda con Violeta Urmana e Burchuladze e la Principessa Eboli in Don Carlo diretta da Levine con Hvorostovsky e Ramey e nel 2009 la Principessa di Bouillon in Adriana Lecouvreur con la Guleghina, Domingo e Roberto Frontali. Sempre nel 2009 tiene un recital alla Scala.
Nel 2010 a Salisburgo canta nella colonna sonora di Ivan il Terribile di Sergej Prokof'ev diretta da Riccardo Muti con Gérard Depardieu ed a Londra è la Principessa di Bouillon in 'Adriana Lecouvreur con Alessandro Corbelli, Angela Gheorghiu e Jonas Kaufmann
Nel 2011 a Salisburgo canta nel Requiem di Verdi diretta da Muti con Saimir Pirgu, tiene un concerto a Ginevra diretta da Gergiev con l'Orchestra del Mariinskj e a Londra Amneris in Aida diretta da Fabio Luisi con Alagna arrivando a 46 recite londinesi. Nel 2012 al Met è Marfa in Chovanščina diretta da Kirill Petrenko arrivando a 161 recite per il Met fino al 2014. Nel 2013 debutta al Wiener Staatsoper come Amneris in Aida.

## Discografia
- Berlioz: Symphonie Fantastique & La Mort de Cleopatre - Olga Borodina/Valery Gergiev/Vienna Philharmonic Orchestra, 2003 Philips
- Čajkovskij, Dama di picche - Gergiev/Arkhipova/Kirov Orch., 1992 Philips
- Čajkovskij, Eugene Onegin - Bychkov/Hvorostovsky/Shicoff, 1992 Philips
- Musorgskij, Chovanščina - Gergiev/Kirov Orch., 1991 Decca
- Musorgskij: Boris Godunov - Vladimir Vaneev/Vladimir Galusin/Nikolai Ohotnikov/Konstantin Pluzhnikov/Olga Borodina/Evgeny Nikitin/Valery Gergiev/Chorus & Orchestra of the Mariinsky Theatre, 1998 Decca
- Prokof'ev: Scythian Suite & Alexander Nevsky - Kirov Orchestra/Olga Borodina/Valery Gergiev, 2003 Philips
- Rachmaninov, Vespri op. 37 - Borodina/Mostowoy/Korniev, 1993 Decca
- Rimskij-Korsakov: The Tsar's Bride - Dmitri Hvorostovsky/Olga Borodina/St. Petersburg Orchestra of the Kirov Opera/Valery Gergiev, 1998 Philips
- Verdi, Messa da requiem - Gergiev/Fleming/Bocelli/Kirov, 2001 Philips
- Verdi: Messa da Requiem - Riccardo Muti/Chicago Symphony Orchestra & Chorus/Barbara Frittoli/Olga Borodina/Mario Zeffiri/Ildar Abdrazakov, 2010 CSO Resound - Grammy Award al miglior album di musica classica 2011
- Verdi: Don Carlo - Bernard Haitink/Chorus of the Royal Opera House, Covent Garden/Dmitri Hvorostovsky/Elizabeth Norberg-Schulz/Galina Gorchakova/Ildebrando D'Arcangelo/Olga Borodina/Richard Margison/Robin Leggate, 1997 Philips
- Verdi, Forza del destino - Gergiev/Putilin/Grigorian, 1995 Decca
- Russian Christmas - Nikolai Korniev/Olga Borodina/St. Petersburg Chamber Choir, 1996 Philips
- Borodina: Portrait - Olga Borodina, 2006 Decca

## DVD
- Musorgskij, Boris Godunov - Gergiev/Lloyd/Borodina, regia Andrej Tarkovskij 1990 Philips
- Prokof'ev: War and Peace (Kirov Opera, 1991) - Valerij Gergiev, Arthaus Musik
- Saint-Saëns, Sansone e Dalila -Levine/Domingo/Borodina, Deutsche Grammophon